# Aygun Samedzade
Aygun Samedzade (en azéri :  Aygün Ziyad qızı Səmədzadə ; née le 11 janvier 1967) est une compositrice azerbaïdjanaise, Artiste du peuple d'Azerbaïdjan (2018), membre de l'Union des compositeurs d'Azerbaïdjan, docteur en philosophie des études artistiques, docent.

## Biographie
Elle obtient le diplôme spéciale du Conservatoire de musique du nom de U. Hadjibeyov avec une bourse  portant le nom de Hadjibeyov et la même année elle commence à travailler comme enseignante à la section Histoire de la musique et enseigne des matières telles que l'histoire de la musique des pays européens, la culture musicale des peuples turcophones, la critique musicale et devient professeur agrégé de cette section (1990-2016). Le compositeur et musicologue Aygun Samedzade est membre de l'Union des compositeurs d'Azerbaïdjan depuis 2003.

## Activité artistique
En 2003, Aygun Samedzade soutient sa thèse de doctorat sur l'œuvre du grand compositeur turc Ahmet Adnan Saygun. Elle écrit également un certain nombre d'articles scientifiques et d'articles journalistiques liés à l'histoire de la musique azerbaïdjanaise, notamment Le rôle du mécénat artistique en Azerbaïdjan, Khourchidbanou Natavan et la culture azerbaïdjanaise, Chah Ismayil Khataï, Mir Mohsun Navvab. Elle est l'auteur des articles Les services de Hadji Zeynalabdin Taghiyev dans le développement de notre culture", Quelques traits stylistiques du travail d'Adnan Saygun.
Aygun Samedzadeh est l'auteur de plus de 200 chansons qui occupent une place particulière dans le répertoire de nombreux chanteurs connus. Beaucoup de ces œuvres sont incluses dans l'album Connaître ce monde comme un conte de fées, l'album Ahmed Javad, l'album de 4 disques Azerbaijan et l'album Chansons de la Patrie.
Aygun Samedzade compose la musique de nombreuses pièces de théâtre et films, tel que Le dernier arrêt, Assassin d'Elchin Efendiyev, Shakespeare, Amir Teymur d'Huseyn Djavid, Lettre d'un étranger , Effet supplémentaire, Secret de Stefan Zweig. 
Les soirées d’auteure d’Aygun Samedzade se tiennent au Palais Heydar Aliyev en 2005, 2009, 2015, au Centre International du Mugham en 2015, au Festival International de Musique Route de la Soie tenu à Chéki en 2017, au Théâtre Vert à l'occasion du 100ème anniversaire de la République le 9 juin 2018. 
Depuis 2012 Aygun Samedzade est à la tête du Centre d'Art NAFAS . Le 15 septembre 2011, elle reçoit le titre d'artiste émérite de la République d'Azerbaïdjan et le 27 mai 2018, le titre honorifique d'Artiste du peuple d'Azerbaïdjan.